# ピア・スンドハーゲ
ピア・スンドハーゲ（Pia Mariane Sundhage, 1960年2月13日 - ）は、スウェーデン・ウルリーセハムン出身の元女子サッカー選手である。ポジションはフォワード、ミッドフィールダー。
長くスウェーデン代表に選出されるなど活躍し、女子サッカーが正式種目に採用されたアトランタオリンピック出場後に現役引退。その後は指導者の道に進み、2008年から2012年にはアメリカ代表の監督に就任。ワールドカップでは2011年ドイツ大会で準優勝、オリンピックでは北京とロンドンで連覇した。2012年12月から2017年7月までは母国・スウェーデン代表の監督を務めた。

## 選手経歴
1975年、15歳でスウェーデン代表に選出される。1996年の引退までに146試合に出場し、71得点を記録した。後者はハンナ・ユングベリに更新されるまで同国代表の最多得点記録であった。
FIFA女子ワールドカップには第1回となる1991年中国大会と1995年スウェーデン大会に、オリンピックには1996年アトランタオリンピックに、いずれも主将として出場した。
UEFA欧州女子選手権では、1984年の第1回大会で大会最優秀選手と得点王に輝き、チームの優勝に貢献した。

## 指導者経歴
1992年から1994年まで、ハンマルビーIF DFFで選手兼任監督としてプレーしていた。
その後いくつかのチームでアシスタント・コーチを務め、2003年にWUSAのボストン・ブレイカーズの監督に就任。チームをレギュラーシーズン1位に導き、同年のリーグ最優秀監督に選出された。しかし、2003年シーズンをもってWUSAが休止となったため、その後はノルウェーやスウェーデンのクラブで監督を務める。
2008年、アメリカ代表の監督に就任し、北京オリンピックで金メダルを獲得。2011年のワールドカップ・ドイツ大会でも決勝に進出したが、日本代表に敗れて準優勝に終わった。2012年のロンドンオリンピックでは決勝で日本に勝利し、オリンピックを連覇した。2012年度のFIFA女子最優秀監督賞を受賞。
2012年9月、アメリカ代表監督を辞任。2012年12月、スウェーデン代表の監督に就任。2015年のワールドカップ・カナダ大会では、グループリーグを突破したものの1回戦でドイツに敗れた。2016年のリオデジャネイロオリンピックでは決勝でまたしてもドイツに敗れたものの銀メダルを獲得した。
2017年にオランダで開催されたUEFA欧州女子選手権では決勝トーナメント1回戦で開催国のオランダに敗れ、同大会をもってスウェーデン代表監督を退任した。
2019年よりサッカーブラジル女子代表の監督を務めている。

## 私生活
2010年1月、スンドハーゲはカミングアウトし、「代表監督をする上で同性愛をオープンにすることは何も問題がない」と語った。

## タイトル

### 選手
UEFA欧州女子選手権
- 優勝、最優秀選手、得点王（1984）

### 指導者
ボストン・ブレイカーズ
- WUSA2003：レギュラーシーズン1位
- WUSA2003：最優秀監督

アメリカ女子代表
- FIFA女子ワールドカップ
  - 準優勝：2011
- オリンピック
  - 優勝：2008 , 2012
- アルガルヴェ・カップ
  - 優勝：2008 , 2010 , 2011

スウェーデン女子代表
- オリンピック
  - 準優勝：2016

## 表彰
- FIFA女子最優秀監督賞：2012